# RAF-groep nr. 100
RAF-groep nr. 100 was een gespecialiseerde en geheime ondersteuningsformatie van de afdeling Bomber Command binnen de Royal Air Force, die zich tijdens de Tweede Wereldoorlog uitsluitend bezighield met elektronische oorlogvoering tegen Duitse nachtjagers en luchtverdedigingssystemen.
De formatie werd opgericht op 11 november 1943 (sommige bronnen vermelden 23 november) nadat de vliegtuigverliezen aan de geallieerde zijde aanzienlijk stegen en de nood aan elektronische oorlogvoering moest worden opgevuld. De taak van RAF-groep nr. 100 was het geven van ondersteuning aan de bommenwerpers tijdens de nachtvluchten. Dit deden zij door de vijandelijke nachtjagers, in de lucht of op de grond, aan te vallen en het toepassen van elektronische maatregelen tegen de vijandelijke radar-, navigatie- of radiotransmissiesystemen.
De groep, onder leiding van Air Vice-Marshal Edward B. Addison, een specialist elektronica, bestond uit een mengeling van zware bommenwerpers en nachtjagers die de meest ingenieuze elektronische stoorzenders meedroegen tijdens de Britse bombardementsvluchten. De meeste van deze elektronische systemen werden uitsluitend gebruikt door de vliegtuigen uit RAF-groep nr. 100 maar sommige systemen werden eveneens gebruikt door andere eenheden, zoals Pathfinder-eskaders.
De Britse nachtjagers uit groep nr. 100 verkenden het luchtruim op zoek naar nachtjagers van de Luftwaffe en de nr. 100-bommenwerpers pasten hun elektronische technieken toe tegen de Duitse verdedigingslinies zodat de geallieerde vliegtuigen veiliger konden doorstoten naar hun doelen en weer terugkeren.
Bij het vertrek in januari 1944 van RAF-groep nr. 2 uit Bylaugh Hall nam het hoofdkwartier van RAF-groep nr. 100 hier zijn intrek. Toen eskaders van RAF-groep nr. 2 enkele vliegvelden in Noord-Norfolk verlieten, nam RAF-groep nr. 100 deze in, tezamen met enkele nieuwe vliegvelden in de regio. RAF-groep nr. 100 bestond aanvankelijk uit 260 vliegtuigen (140 Mosquito nachtjagers, 80 Halifax, 20 Fortress en 20 Liberator vliegtuigen). Zij groeide uit tot 13 eskaders, verspreid over 8 vliegvelden, die gebruik maakte van Mosquito, Halifax, Stirling, Wellington, Beaufighter, Fortress en Liberator vliegtuigen. Tegen het einde van de Tweede Wereldoorlog had men 7932 vluchten uitgevoerd, waarbij 47 vliegtuigen en meer dan 500 bemanningsleden werden verloren. De formatie werd ontbonden op 17 december 1945 en droeg aanzienlijk bij tot de moderne oorlogvoering die tijdens de daaropvolgende conflicten zou worden toegepast.

## Eenheden
| Squadron            | Vliegtuigtype                                          | Eerste Groep 100 Operatie | Basis                                    |
| ------------------- | ------------------------------------------------------ | ------------------------- | ---------------------------------------- |
| 192 Squadron (RAF)  | Mosquito II, B.IV, B.XVI, Wellington B.III, Halifax IV | December 1943             | RAF Foulsham                             |
| 141 Squadron (RAF)  | Beaufighter VI, Mosquito II, VI, XXX                   | December 1943             | RAF West Raynham                         |
| 239 Squadron (RAF)  | Mosquito II, VI, XXX                                   | 20 januari 1944           | RAF West Raynham                         |
| 515 Squadron (RAF)  | Mosquito II, VI                                        | 3 maart 1944              | RAF Little Snoring, RAF Great Massingham |
| 169 Squadron (RAF)  | Mosquito II, VI, XIX                                   | 20 januari 1944           | RAF Little Snoring                       |
| 214 Squadron (RAF)  | Fortress II, III                                       | 20/21 april 1944          | RAF Sculthorpe, RAF Oulton               |
| 199 Squadron (RAF)  | Stirling III, Halifax III                              | 1 mei 1944                | RAF North Creake                         |
| 157 Squadron (RAF)  | Mosquito XIX, XXX                                      | Mei 1944                  | RAF Swannington                          |
| 85 Squadron (RAF)   | Mosquito XII, XVII                                     | 5/6 juni 1944             | RAF Swannington                          |
| 23 Squadron (RAF)   | Mosquito VI                                            | 5/6 juli 1944             | RAF Little Snoring                       |
| 223 Squadron (RAF)  | Liberator VI, Fortress II, III                         | September 1944            | RAF Oulton                               |
| 171 Squadron (RAF)  | Stirling II, Halifax III                               | 15 september 1944         | RAF North Creake                         |
| 462 Squadron (RAAF) | Halifax III                                            | 13 maart 1945             | RAF Foulsham                             |